# البطولة العربية للأندية الفائزة بالكؤوس 2001
البطولة العربية للأندية الفائزة بالكؤوس 2001 هي النسخة الثانية عشرة والأخيرة من البطولة العربية للأندية الفائزة بالكؤوس التي أقيمت في مدينة تونس، تونس من 26 فبراير إلى 10 مارس 2001. مثلت الفرق الدول العربية في أفريقيا وآسيا. فاز الملعب التونسي بالبطولة للمرة الثانية في تاريخه، على حساب الهلال السوداني.
هذه الدورة هي النسخة الأخيرة من البطولة، حيث اندمجت مع بطولتي دوري أبطال العرب وكأس السوبر العربي في بطولة الأمير فيصل بن فهد للأندية العربية 2002.